# Szlak Wincentego Pola
Szlak im. Wincentego Pola (Stróże – Magura Małastowska – Wysowa-Zdrój – Krynica-Zdrój), znakowany jest kolorem zielonym . Szlak upamiętnia jednego z najwybitniejszych pionierów turystyki górskiej XIX w. – Wincentego Pola.
Szlak prowadzi przez zachodnią część Beskidu Niskiego. Na odcinku Wysowa – Lackowa – Krynica jest bardzo popularny. Atrakcje na szlaku: jezioro osuwiskowe Beskidzkie Morskie Oko na zboczu Maślanej Góry, dwór obronny Gładyszów i Skansen Wsi Pogórzańskiej w Szymbarku, Bielanka – Muzeum Rzemiosła Łemkowskiego, cerkwie greckokatolickie w Nowicy, Przysłopiu, Leszczynach (trzeba zejść ze szlaku), drewniana cerkiew w Skwirtnem, szczyt Koziego Żebra, uzdrowisko Wysowa-Zdrój, Lackowa – najwyższy szczyt polskiej części Beskidu Niskiego, Krynica-Zdrój.

## Trasa
Stróże – Maślana Góra (753 m) – Szymbark – Bielanka – Przeł. Zdżar – Magura Małastowska (813 m) – Schr. PTTK im. prof. St. Gabryela – Smerekowiec – Banne (583 m) – Skwirtne – Skałka (820 m) – Kozie Żebro (847 m) – Wysowa-Zdrój – Cigelka (805 m) – Ostry Wierch – Lackowa (997 m) – Dzielec (792 m) – Mochnaczka Niżna – Huzary (864 m) – Krynica-Zdrój – Jaworzyna – Muszyna
Częściowa mapa szlaku online: link